# Xã Howell, Quận Johnson, Arkansas
Xã Howell (tiếng Anh: Howell Township) là một xã thuộc quận Johnson, tiểu bang Arkansas, Hoa Kỳ. Năm 2010, dân số của xã này là 1.343 người.